# Južnokorejski von
Korejski republiški von, neuradno južnokorejski von (simbol: ₩; koda: KRW; korejščina: 대한민국 원) je uradna valuta Južne Koreje. En sam von je razdeljen na 100 jeonov, denarnih podenot. Jeon se ne uporablja več za vsakodnevne transakcije in se pojavlja le pri menjalnih tečajih. Valuto izdaja Banka Koreje s sedežem v glavnem mestu Seulu.

## Etimologija
Stari "von" je bil sorodnik kitajskega juana in japonskega jena, ki sta bila izpeljana iz špansko-ameriškega srebrnega dolarja. Izhaja iz sistema Hanja 圓 (원, won), ki pomeni "okrogel" in opisuje obliko srebrnega dolarja.
Von je bil razdeljen na 100 "jeonov", soroden kitajski enoti za težo mace in sinonim za denar na splošno. Trenutni von (od leta 1962 do danes) ima zapis samo v hangulu in uradno nima zapisa v Hanji, ki bi bila z njim povezana.

## Prvi južnokorejski von

### Zgodovina
Južnokorejski von, juan in jen so bili izpeljani iz špansko-ameriškega srebrnega dolarja, kovanca, ki se je od 16. do 19. stoletja pogosto uporabljal v mednarodni trgovini med Azijo in Ameriko.
Med kolonialnim obdobjem pod Japonci (1910–1945) je von nadomestil korejski jen, ki je bil enakovreden japonskemu jenu.
Po koncu druge svetovne vojne leta 1945 je bila Koreja razdeljena, zaradi česar sta nastali dve ločeni valuti, obe imenovani von, za južno in severno. Tako južni von kot severni von sta po pariteti nadomestila jen. Prvi južnokorejski von je bil razdeljen na 100 "jeonov". 
Južnokorejski von je imel sprva fiksni devizni tečaj do ameriškega dolarja po tečaju 15 vonov za 1 dolar. Sledila je vrsta devalvacij, kasnejše so bile delno posledica Korejske vojne (1950–53). Tečaji so bili naslednji:
| Datum uvedbe     | Vrednost ameriškega dolarja v vonih |
| ---------------- | ----------------------------------- |
| Oktober, 1945    | 15                                  |
| 15. julij 1947   | 50                                  |
| 1. oktober 1948  | 450                                 |
| 14. junij 1949   | 900 (samo za nevladne transakcije)  |
| 1. maj 1950      | 1800                                |
| 1. november 1950 | 2500                                |
| 1. april 1951    | 6000                                |

Prvi južnokorejski von je 15. februarja 1953 nadomestil hvan s tečajem 1 hvan = 100 vonov.

### Bankovci
Leta 1946 je Banka Joseon uvedla bankovce za 10 in 100 vonov. Leta 1949 so jim sledili bankovci za 5 in 1000 vonov. 
12. junija 1950 je bila ustanovljena nova centralna banka – Banka Koreje, ki je prevzela naloge Banke Joseon. Uvedeni so bili bankovci (nekateri z letnico 1949) v apoenih 5, 10 in 50 jeonov ter 100 in 1000 vonov. Bankovci za 500 jeonov so bili uvedeni leta 1952. Leta 1953 je bila izdana serija bankovcev, ki je, čeprav je nominale navajala v angleščini, dejansko pomenila prve izdaje južnokorejskega hvana.

## Drugi južnokorejski von

### Zgodovina
Ponovno je bil uveden 10. junija 1962 po tečaju 1 von = 10 hvanov. Edino zakonito plačilno sredstvo je postal 22. marca 1975, ko so bili iz obtoka umaknjeni zadnji kovanci hvana. Njegova koda ISO 4217 je KRW. Ob ponovni uvedbi vona leta 1962 je bila njegova vrednost vezana na 125 vonov = 1 ameriški dolar. Med letoma 1962 in 1980 so veljali naslednji tečaji:
| Datum uvedbe     | Vrednost ameriškega dolarja v vonih |
| ---------------- | ----------------------------------- |
| 10. junij 1962   | 125                                 |
| 3. maj 1964      | 255                                 |
| 3. avgust 1972   | 400                                 |
| 7. december 1974 | 480                                 |
| 12. januar 1980  | 580                                 |

27. februarja 1980 so se začela prizadevanja za uvedbo "plavajočega menjalnega tečaja". Končno je bilo 24. decembra 1997 omogočeno, da je von začel "plavati", ko je bil podpisan sporazum z mednarodnim denarnim skladom. Kmalu zatem je bil von devalviran na skoraj polovico svoje vrednosti zaradi azijske finančne krize leta 1997.

### Kovanci
Do leta 1966 sta bila edina kovanca v obtoku kovanca za 10 in 50 hvanov, revalorizirana kot 1 in 5 vonov. Banka Koreje je 16. avgusta 1966 uvedla nove kovance v vrednosti 1, 5 in 10 hunov, pri čemer je bil kovanec za 1 hun izbit iz medenine, za 5 in 10 hunov pa iz brona. To so bili prvi južnokorejski kovanci z datumom splošnih koledarjev, saj so prejšnji kovanci uporabljali korejski koledar. Kovanci za 10 in 50 hunov so bili demonetizirani 22. marca 1975.
Ker je notranja vrednost medeninastega kovanca za 1 von močno presegla njegovo nominalno vrednost, so jih leta 1968 nadomestili z novimi aluminijastimi kovanci za 1 von. Da bi še bolj zmanjšali stroške proizvodnje denarja, so leta 1970 izdali nove kovance za 5 in 10 vonov, ki so bili kovani iz medenine. Tega leta so bili uvedeni tudi kovanci za 100 vonov iz bakroniklja, leta 1972 pa še kovanci za 50 vonov iz bakroniklja.